# Triệu Vô Tuất
Triệu Vô Tuất (chữ Hán: 赵毋卹; ?-425 TCN), tức Triệu Tương tử (赵襄子) là vị tông chủ thứ 9 của họ Triệu, một trong Lục khanh của nước Tấn dưới thời Xuân Thu và là tổ tiên của nước Triệu sau này. Trong thời gian Triệu Vô Tuất cầm quyền, họ Triệu đã cùng hai họ Hàn, Ngụy tiêu diệt họ Trí, lập ra cục diện Ba nhà chia Tấn và dẫn đến việc thành lập của ba nước Hàn, Ngụy, Triệu sau này.

## Lãnh đạo họ Triệu
Triệu Vô Tuất là con thứ của Triệu Ưởng, tức Triệu Giản tử, tông chủ thứ 8 của họ Triệu, do thứ thiếp sinh ra, do vậy ban đầu ông không được lập làm đích tử. Tuy nhiên Triệu Vô Tuất siêng năng chăm chỉ, được các chư thần ủng hộ. Gia thần Tử Khanh khuyên Triệu Ưởng lập Vô Tuất làm đích tử nối ngôi. Bấy giờ Triệu Ưởng khảo tra các con, Triệu Vô Tuất tỏ ra vượt trội hơn hẳn anh là Triệu Bá Lỗ, vì thế Triệu Ưởng bắt đầu chú ý đến ông.
Khi Vô Tuất đến tuổi trưởng thành, Triệu Ưởng lại khảo tra một lần nữa. Vô Tuất ứng đối rất trôi chảy. Triệu Ưởng cảm phục, lập tức phế Bá Lỗ lập Vô Tuất làm con đích.
Năm 476 TCN (Sử ký ghi 458 TCN), Triệu Ưởng bị bệnh nặng, gọi Triệu Vô Tuất đến căn dặn: "Ngày sau có sự nguy biến thì nên lánh vào Tấn Dương". Sau khi Triệu Ưởng chết, Vô Tuất lên kế tập tức Triệu Tương tử.

## Diệt nước Đại
Chị của Triệu Vô Tuất là phu nhân của vua nước Đại, có quan hệ thân thích với họ Triệu. Năm 458 TCN, Triệu Vô Tuất muốn đánh nước Đại nên đã tới Hạ Ốc Sơn (nay ở đông bắc tỉnh Sơn Tây), mời vua Đại đến dự tiệc, vua Đại đồng ý. Vô Tuất đã sắp đặt bẫy mai phục, khi vua Đại đến thì trút rượu cho say, nhân đó giết chết vua Đại và các quan đi theo. Sau đó ông đem quân phạt Đại, chiếm toàn nước Đại, sáp nhập nước này lãnh thổ Triệu thị. Chị của Tương tử than khóc, kêu trời, rút trâm cài tóc ra tự sát.

## Phế vua Tấn
Kể từ khi Triệu Ưởng qua đời, ngôi chính khanh nước Tấn thuộc về tông chủ họ Trí là Tuân Dao (tức Trí Bá Dao). Tuân Dao lấn át Tấn Xuất công, bỏ tước tử tự xưng bá. Năm 458 TCN, bốn họ Trí, Hàn, Ngụy, Triệu tự ý lấy đất cũ của họ Phạm và họ Trung Hàng chia nhau làm ấp phong, không cần lệnh của Tấn Xuất công. Tấn Xuất công bất bình, liên lạc với nước Tề và nước Lỗ cầu viện để tấn công 4 nhà. Tuy nhiên, ngay tại Tề và Lỗ, thực quyền cũng ở trong tay họ Điền và Tam Hoàn nên họ chỉ củng cố quyền lực mà không muốn giúp vua Tấn.
Năm 452 TCN, Triệu Vô Tuất liên hợp với ba họ còn lại khởi binh chống lại Tấn Xuất công. Tấn Xuất công không chống nổi, phải bỏ chạy sang nước Tề. Tuy nhiên khi chưa đi tới nơi thì mất giữa đường. Trí Bá lập chắt Tấn Chiêu công là Tấn Ai công nối ngôi.

## Xung đột với Trí Bá
Sau khi nắm chức chính khanh, Tuân Dao (tức Trí Bá Dao) tập trung phát triển thế lực muốn một mình nuốt gọn cả nước Tấn. Tuy nhiên do còn ba họ Hàn, Ngụy, Triệu nên chưa dám ra tay.
Năm 466 TCN, Tuân Dao cùng Triệu Vô Tuất hợp binh đánh nước Trịnh, Tuân Dao nhường cho ông làm Tiên phong nhưng ông từ chối, trả quyền Tiên phong cho Tuân Dao. Tuân Dao có ý khinh thường, chê trách Triệu Ưởng thiếu sáng suốt mới lập Vô Tuất làm đích tử.
Năm 462 TCN, hai nhà một lần nữa đánh Trịnh, Trí Bá mời ông uống rượu nhưng Vô Tuất không đồng ý, Trí Bá lấy rượu đổ vào mặt ông. Gia thần khuyên ông giết Tuân Dao để rửa nhục nhưng ông cố nhịn.
Năm 455 TCN, Tuân Dao dùng kế "tằm ăn lá dâu", giả mệnh Tấn Ai công, lấy cớ đem quân tranh bá, ép ba nhà Hàn, Ngụy, Triệu cắt 100 dặm đất sung công. Ngụy Câu và Hàn Hổ sợ Trí Bá, vội đem sổ sách và bản đồ 100 dặm đất dâng nộp. Triệu Vô Tuất không chấp nhận yêu cầu của Tuân Dao, nói:"Đất đai là của tiền nhân để lại, sao có thể dễ dàng dâng cho người". Tuân Dao tức giận, ép Hàn và Ngụy hợp sức với mình để đánh Triệu Vô Tuất.
Năm 455 TCN, Trí bá dẫn trung quân, Hàn Hổ dẫn hữu quân, Ngụy Câu dẫn tả quân cùng tiến đánh Triệu. Triệu Vô Tuất nhớ lời cha dặn, rút về Tấn Dương cố thủ. Triệu Vô Tuất phòng thủ chắc chắn, Ba họ Trí, Hàn, Ngụy vây Tấn Dương hơn 1 năm chưa hạ được. Tuân Dao dẫn nước Tấn Thủy (sông Phần) rót vào thành. Nước ngập sắp tới mặt thành, dân chúng phải trèo lên mái nhà tránh lụt. Trong thành hết lương, rất nguy cấp, phải đổi con cho nhau ăn thịt. Trong tình hình đó, thủ hạ của Vô Tuất là Trương Mạnh Đàm bàn kế ly gián 2 họ Hàn, Ngụy với họ Trí. Trương Mạnh Đàm nhân ban đêm bí mật trèo ra ngoài thành, đến trại Hàn Hổ và Ngụy Câu phân tích lợi hại, thuyết phục hai họ phản Trí Bá để tránh bị diệt trong tương lai. Hàn Hổ và Ngụy Câu vốn phải cắt đất cho Tuân Dao đã bất bình, lại vì đất phong của mình cũng có sông chảy qua nên sợ sau này sẽ chung cảnh ngộ như họ Triệu, nhân đó bèn đồng tình phản lại họ Trí.
Năm 453 TCN, ba họ Triệu, Hàn, Ngụy hợp binh đánh úp Tuân Dao, cùng nhau phá đe phòng, tháo nước ngược vào chỗ Tuân Dao, giết chết Tuân Dao. Ba họ cùng nhau chia đất của họ Trí và nắm quyền nước Tấn. 

## Vụ thích sát của Dự Nhượng
Dự Nhượng vốn là người nước Tần. Trước theo họ Phạm và họ Trung Hàng nhưng đều chỉ là bậc khách thường, không ai biết tới. Họ Phạm và họ Trung Hàng bị diệt, Dự Nhượng tới thờ Trí Dao, được khoản đãi như bậc thượng khách.
Sau khi Trí Dao chết, Dự Nhượng muốn báo thù, lập mưu giết Triệu Vô Tuất. Triệu Vô Tuất biết việc ấy nhưng tha cho Dự Nhượng.
Dự Nhượng không bỏ cuộc, tự hủy hoại dung nhan và giọng nói khác đi, giả làm ăn xin ngoài chợ. Khi Triệu Vô Tuất ra ngoài, Dự Nhượng nấp dưới cầu định thừa cơ hành thích, tuy nhiên khi xa giá của Tương tử tới nơi thì con ngựa của Tương tử bất chợt sợ hãi, Triệu Tương tử đoán ngay rằng đây là Dự Nhượng đang định hành thích mình. Dự Nhượng bị bắt. Triệu Vô Tuất hỏi rằng: "Trước kia ông theo Phạm thị và Trung Hàng thị, mà cả hai họ đó đều bị Trí Dao giết hết, đã không đến báo thù Trí Dao mà lại còn vì hắn mà đến hành thích ta". Dự Nhượng trả lời rằng:
"Tôi thờ Phạm thị và Trung Hàng thị, họ chỉ xem tôi là hạng người thường nên tôi báo đáp họ theo lối người thường. Còn như Trí Bá đối đãi với tôi như người quốc sĩ, nên tôi phải báo thù theo lối quốc sĩ".	
Triệu Tương tử nghe vậy biết là Dự Nhượng vẫn quyết tạm giết mình, không thể tha được nữa, đành phải cho quân sĩ bao vây lại. Trước lúc chết, Dự Nhượng xin ông đưa áo đang mặc để ông đâm vào đó cho thỏa lòng báo thù, chết khỏi ân hận. Triệu Vô Tuất cảm động nghe theo, Dự Nhượng bèn đâm vào đó ba lần rồi đâm cổ tự vẫn. Triệu Vô Tuất cảm động đến rơi nước mắt.

## Qua đời
Triệu Vô Tuất thấy anh là Triệu Bá Lỗ vốn là đích trưởng mà bị phế, bèn tuân theo tông pháp, lập con Bá Lỗ là Chu làm đích tử, phong làm Ư Thành đại quân. Nhưng Triệu Chu lại mất sớm, Triệu Vô Tuất mới lập con Chu là Triệu Hoán làm đích tử.
Năm 425 TCN, Triệu Vô Tuất chết, con ông là Triệu Gia đoạt ngôi của Triệu Hoán, tự lập lên kế tập tức Triệu Hoàn tử.